# أسماك علميات الذيل
أسماك عَلميات الذيل أو ذئاب البحر الجبلية (في لغة هاواي åhole أو holehole) (الاسم العلمي: Kuhliidae)، فصيلة أسماك بحرية من رتبة الفرخيات. تتكون الفصيلة من عدة أنواع في جنس واحد، مواطنها منطقة المحيط الهادي الهندي.